# Mährisches Theater Olmütz

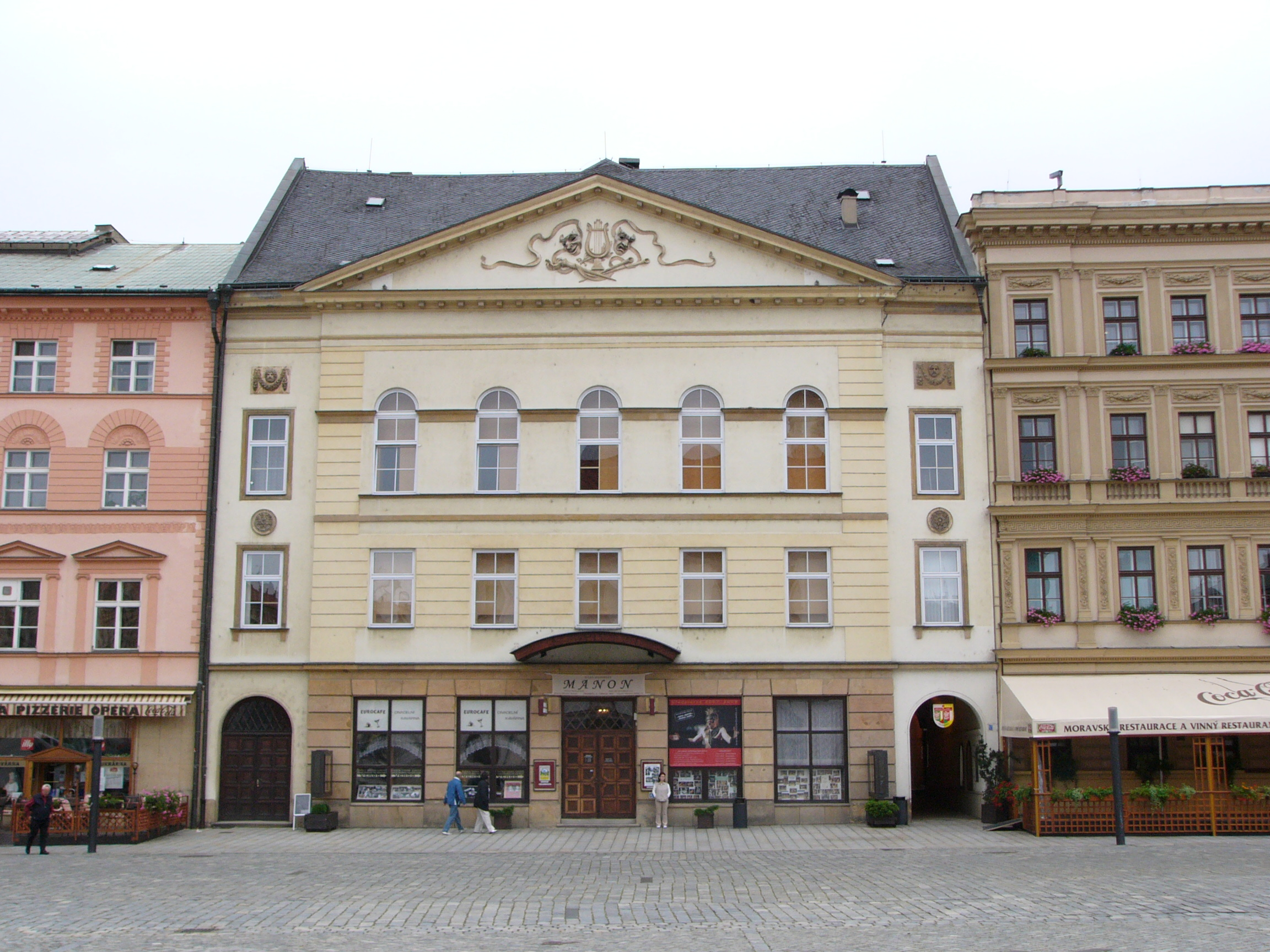
Mährisches Theater Olmütz (Moravske divadlo Olomouc)

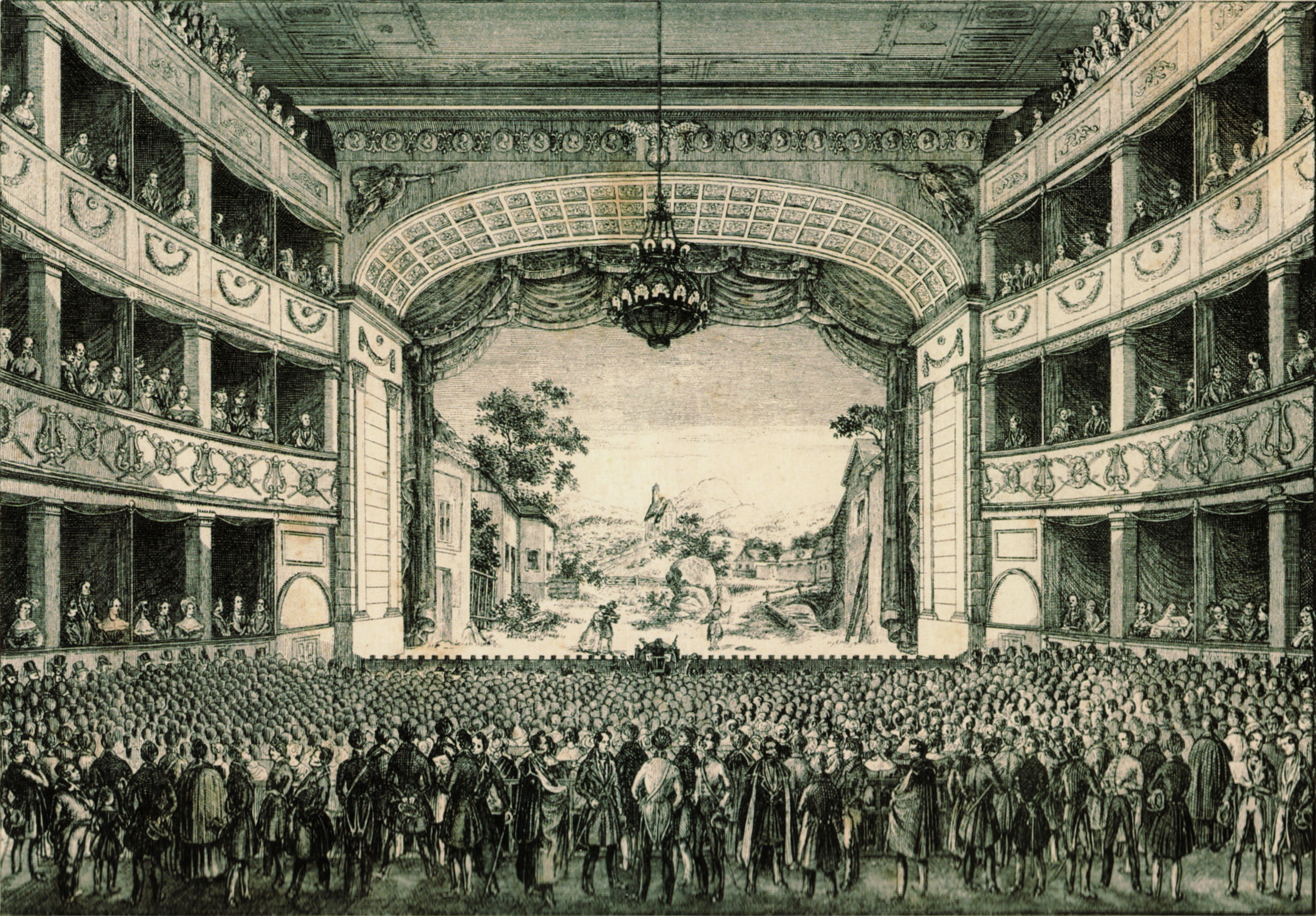
Innenraum des Theaters um 1839

Das Mährische Theater Olmütz ist eine Musiktheater- und Schauspiel-Institution in der mährischen Stadt Olmütz, Tschechien.

## Geschichte
Die Anfänge der Institution gehen auf das 16. Jahrhundert zurück.
Das erste repräsentative Gebäude für das Theater wurde von dem Wiener Architekten Joseph Kornhäusel um 1830 gebaut, doch gab es im Verlauf seiner Geschichte mehrere Um- und Neubauten, insbesondere 1920 und 1976.
Als Opernhaus wurde das Theater ab etwa 1830 verwendet, damals wurde primär in deutscher Sprache gespielt. In der Saison 1882/1883 wirkte hier Gustav Mahler als Kapellmeister, 1903 war Gustav Brecher an dem Haus engagiert. Maria Jeritza absolvierte ihr Debüt als Elsa in Richard Wagners Lohengrin an diesem Theater.
Seit 1920 (Eröffnung mit Bedřich Smetanas Libuše) spielt man in tschechischer Sprache.